# Kościół św. Antoniego Padewskiego w Sławnie
Kościół pw. Świętego Antoniego Padewskiego w Sławnie – jeden z dwóch rzymskokatolickich kościołów parafialnych w Sławnie, należący do parafii pw. św. Antoniego Padewskiego w Sławnie, dekanatu Sławno, diecezji koszalińsko-kołobrzeska, metropolii szczecińsko-kamieńskiej, w powiecie sławieńskim, w województwie zachodniopomorskim. 

## Historia
Został zaprojektowany przez sławieńskiego architekta Diedricha Suhra. Zbudowany w latach 1925-1928 dzięki zaangażowaniu pierwszego proboszcza kuracji rzymskokatolickiej w Sławnie, księdza Franciszka Nieringa. Świątynia konsekrowana w dniu 28 maja 1928 roku przez biskupa pomocniczego wrocławskiego z siedzibą w Berlinie Josefa Deitmera.

## Architektura

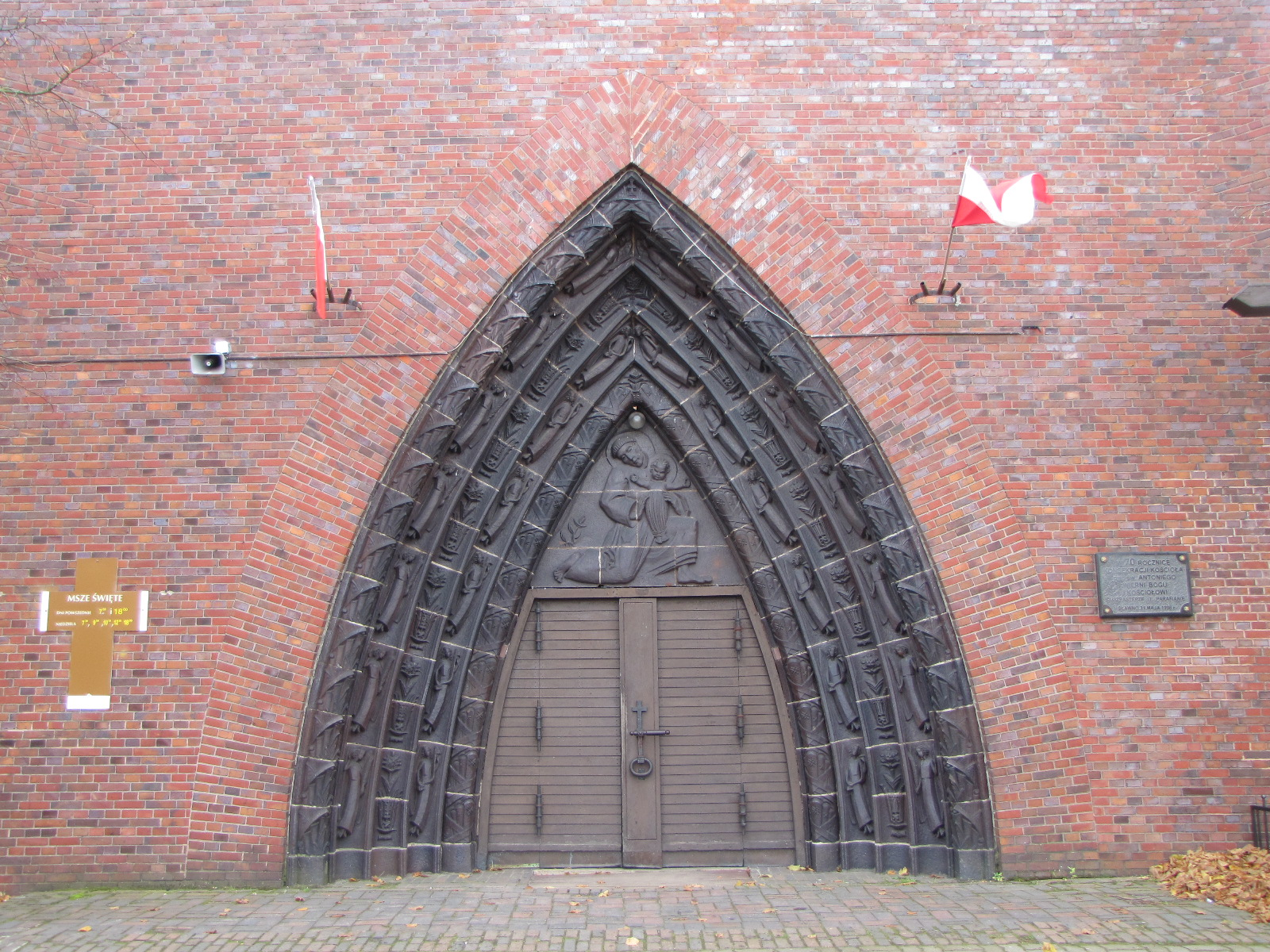
Portal kościoła wykonany przez Fritza Theilmanna

Kościół jest budowlą salową, murowaną z cegieł klinkierowych. Wzniesiono go w stylu ekspresjonizmu ceglanego. Połączony jest z plebanią, z którą tworzy harmonijną całość. Stanowił inspirację dla projektów późniejszych kościołów na Pomorzu, m.in. w Dalęcinie i Starninie. Dach świątyni jest dwuspadowy. Frontowa wieża, skierowana w stronę centrum miasta, zbudowana jest na planie prostokąta. W jej przyziemiu znajduje się portal - dzieło Fritza Theilmanna z Kilonii. W tympanonie portalu umieszczona jest ceramiczna płaskorzeźba św. Antoniego Padewskiego z Dzieciątkiem Jezus na rękach. 

## Wyposażenie
Do wyposażenia kościoła należą:
- Renesansowy tryptyk z XVI stulecia, wykonany w warsztacie rzeźbiarza Józefa Schnitzera z Frankfurtu, przedstawiający pięć scen z życia Maryi. Lewe skrzydło ukazuje Zwiastowanie i Nawiedzenie św. Elżbiety, część środkowa to Pietà, zaś prawe skrzydło ukazuje Narodziny Pana Jezusa i pokłon Trzech Króli.
- Ołtarz jest zamknięty, przedstawia piękny ornament roślinny i świętych z czasów wczesnego chrześcijaństwa: Jana Chrzciciela, Wawrzyńca, Katarzynę i Dorotę.
- W oknach można zobaczyć witraże ukazujące świętych: Franciszka, Jadwigę, Jana Bożego i Teresę od Dzieciątka Jezus, Barbarę, Piotra Kanizjusza, Elżbietę z Turyngii i Ottona z Bambergu.
- Na ścianach świątyni znajduje się 14 płaskorzeźb, przedstawiających stacje drogi krzyżowej.
- Przed ołtarzem jest umieszczony krzyż z Jezusem oparty na poziomej belce. Obok krzyża są umieszczone dwie rzeźby: Maryi i św. Jana[5].